# علی حسین کافی
علی حسین کافی (زادهٔ ۷ اکتبر ۱۹۲۸ – درگذشتهٔ ۱۶ آوریل ۲۰۱۳) سیاستمدار الجزایری بود. او از سال ۱۹۹۲ تا ۱۹۹۴ رئیس‌جمهور الجزایر بود. کافی مدتی نیز سفیر الجزایر در سوریه، مصر، عراق و ایتالیا بود.